# Indirizzo IP pubblico
In informatica e telecomunicazioni un indirizzo IP pubblico è un indirizzo IP nello spazio di indirizzamento della rete internet che è allocato univocamente, potenzialmente accessibile da qualsiasi altro indirizzo IP pubblico cioè utilizzabile per l'indirizzamento e l'instradamento tramite protocollo IP.
La distinzione tra indirizzi IP pubblici e privati è un concetto legato a IPv4, in quanto IPv6 non prevede un concetto di indirizzo IP privato analogo.
Gli indirizzi IP pubblici sono rilasciati e regolamentati dall'ICANN tramite una serie di organizzazioni delegate. Tuttavia è da tener presente che a livello mondiale e nazionale i primi fornitori di connessione Internet si sono accaparrati un numero sproporzionato di indirizzi IP, spesso molto superiore alle loro reali esigenze, portando ad una scarsità di indirizzi IP disponibili a favore di altri operatori. I fornitori che si sono affacciati successivamente sul mercato hanno ovviato a questa situazione considerando i propri utenti di una medesima città o area come una rete privata che accede ad Internet mediante un singolo IP pubblico assegnando invece ai singoli utenti indirizzi IP privati validi a livello locale. Questo comporta però alcune difficoltà nell'utilizzo di servizi su Internet che presuppongano che ad un IP corrisponda una singola connessione (per esempio IRC e peer-to-peer).
L'aggettivo pubblico può essere fuorviante, perché non è detto che si possa sempre accedere al sistema a cui è assegnato un tale indirizzo: anche se effettivamente l'indirizzo è assegnato potrebbe ad esempio esserci un firewall che impedisce la connessione diretta.
Gli indirizzi IP pubblici sono teoricamente intorno ai 4 miliardi (precisamente 232), ma la modalità della loro allocazione e le necessità pratiche dovute all'instradamento dei dati stanno rapidamente terminando la loro disponibilità e sono una delle ragioni per lo sviluppo e l'uso di IPv6 dove il concetto di "indirizzo pubblico" perderà di significato pratico visto l'enorme numero di indirizzi a disposizione.
Per ragioni di scalabilità della tabella di routing globale di internet, gli indirizzi IP pubblici vengono assegnati a grandi blocchi ai fornitori di connessione, i quali poi provvedono ad assegnare sottoblocchi o anche singoli indirizzi ai propri clienti.

## Geolocalizzazione tramite IP
Gli indirizzi IP pubblici possono essere utilizzati per localizzare un dispositivo connesso ad Internet. Questo metodo si basa sulla struttura gerarchica degli indirizzi IP e sulla loro distribuzione geografica, gli indirizzi vengono quindi registrati in tabelle e associati a regioni e città e confrontando l'indirizzo IP dell'utente con questi dati si può dire, indicativamente, dove si trova il dispositivo.